# Yang Zhaoxuan
Yang Zhaoxuan (chinesisch 杨钊煊, Pinyin Yáng Zhāoxuān; * 11. Februar 1995 in Peking) ist eine chinesische Tennisspielerin.

## Karriere
Yang Zhaoxuan spielte lange Zeit hauptsächlich auf Turnieren des ITF Women’s Circuit, bei denen sie bereits drei Einzel- und 12 Doppeltitel gewann. Im März 2016 errang sie in Kuala Lumpur an der Seite von Varatchaya Wongteanchai aus Thailand ihren ersten Turniersieg auf der WTA Tour. Damit kletterte sie in der Weltrangliste im Doppel erstmals unter die Top 100; im Juli 2018 erreichte sie mit Position 20 ihre bislang beste Platzierung.
2018 gewann sie die Goldmedaille im Doppel bei den Asienspielen. An der Seite von Xu Yifan siegten sie gegen Chan Hao-ching/Latisha Chan mit 6:2, 1:6 und 11:9.
Im Jahr 2017 spielte Yang erstmals für die chinesische Fed-Cup-Mannschaft; ihre Fed-Cup-Bilanz weist bislang 9 Siege bei 3 Niederlagen aus.

## Turniersiege

### Einzel
| Nr. | Datum             | Turnier   | Kategorie   | Belag     | Finalgegnerin | Ergebnis  |
| --- | ----------------- | --------- | ----------- | --------- | ------------- | --------- |
| 1.  | 18. Juni 2011     | Neu-Delhi | ITF $10.000 | Hartplatz | Kim Hae-sung  | 6:2, 6:0  |
| 2.  | 15. August 2014   | Istanbul  | ITF $10.000 | Hartplatz | İpek Soylu    | 7:64, 6:1 |
| 3.  | 27. Dezember 2014 | Hongkong  | ITF $10.000 | Hartplatz | Zhu Lin       | 6:4, 6:4  |

### Doppel
| Nr. | Datum              | Turnier      | Kategorie         | Belag     | Partnerin               | Finalgegnerinnen                      | Ergebnis          |
| --- | ------------------ | ------------ | ----------------- | --------- | ----------------------- | ------------------------------------- | ----------------- |
| 1.  | 10. April 2010     | Ningbo       | ITF $10.000       | Hartplatz | Wang Yafan              | Lu Jiaxiang Yang Zi-Jun               | 1:6, 6:2, [10:4]  |
| 2.  | 6. November 2010   | Manila       | ITF $10.000       | Hartplatz | Zhu Lin                 | Kim Ji-young Kim Jin-hee              | 6:4, 6:75, [10:7] |
| 3.  | 18. Februar 2012   | Antalya      | ITF $10.000       | Sand      | Zhang Kailin            | Li Yihong Tang Haochen                | 7:66, 5:7, [10:8] |
| 4.  | 4. Mai 2013        | Seoul        | ITF $15.000       | Hartplatz | Liu Wanting             | Chan Chin-wei Zhang Nannan            | 6:2, 6:2          |
| 5.  | 27. Dezember 2014  | Hongkong     | ITF $10.000       | Hartplatz | Ye Qiuyu                | Hong Seung-yeon Kang Seo-kyung        | 6:4, 6:3          |
| 6.  | 20. Februar 2015   | Neu-Delhi    | ITF $25.000       | Hartplatz | Tang Haochen            | Hsu Ching-wen Lee Pei-chi             | 7:5, 6:1          |
| 7.  | 23. Oktober 2015   | Suzhou       | ITF $50.000       | Hartplatz | Zhang Yuxuan            | Tian Ran Zhang Kailin                 | 7:64, 6:2         |
| 8.  | 5. März 2016       | Kuala Lumpur | WTA International | Hartplatz | Varatchaya Wongteanchai | Liang Chen Wang Yafan                 | 4:6, 6:4, [10:7]  |
| 9.  | 9. April 2016      | Kashiwa      | ITF $25.000       | Hartplatz | Zhang Kailin            | You Xiaodi Zhu Lin                    | 7:5, 2:6, [11:9]  |
| 10. | 2. Juni 2016       | Eastbourne   | ITF $50.000       | Rasen     | Zhang Kailin            | Asia Muhammad Maria Sanchez           | 7:65, 6:1         |
| 11. | 18. Juni 2016      | Ilkley       | ITF $50.000       | Rasen     | Zhang Kailin            | An-Sophie Mestach Storm Sanders       | 6:3, 7:65         |
| 12. | 1. Juli 2017       | Southsea     | ITF $100.000+H    | Rasen     | Shūko Aoyama            | Viktorija Golubic Ljudmyla Kitschenok | 6:77, 6:3, [10:8] |
| 13. | 16. September 2017 | Tokio        | WTA International | Hartplatz | Shūko Aoyama            | Monique Adamczak Storm Sanders        | 6:0, 2:6, [10:5]  |
| 14. | 23. Februar 2018   | Dubai        | WTA Premier       | Hartplatz | Chan Hao-ching          | Hsieh Su-wei Peng Shuai               | 4:6, 6:2, [10:8]  |
| 15. | 10. November 2018  | Shenzhen     | ITF $100.000      | Hartplatz | Shūko Aoyama            | Choi Ji-hee Luksika Kumkhum           | 6:2, 6:3          |
| 16. | 5. Januar 2019     | Shenzhen     | WTA International | Hartplatz | Peng Shuai              | Duan Yingying Renata Voráčová         | 6:4, 6:3          |
| 17. | 28. April 2019     | Anning       | WTA Challenger    | Sand      | Peng Shuai              | Duan Yingying Han Xinyun              | 7:5, 6:2          |
| 18. | 19. März 2022      | Indian Wells | WTA 1000          | Hartplatz | Xu Yifan                | Asia Muhammad Ena Shibahara           | 7:5, 7:64         |
| 19. | 7. August 2022     | San José     | WTA 500           | Hartplatz | Xu Yifan                | Shūko Aoyama Chan Hao-ching           | 7:5, 6:0          |
| 20. | 27. Mai 2023       | Straßburg    | WTA 250           | Sand      | Xu Yifan                | Desirae Krawczyk Giuliana Olmos       | 6:3, 6:2          |

## Abschneiden bei Grand-Slam-Turnieren

### Doppel
| Turnier         | 2015 | 2016 | 2017 | 2018 | 2019 | 2020 | 2021 | 2022 | 2023 | 2024 | 2025 | Karriere |
| --------------- | ---- | ---- | ---- | ---- | ---- | ---- | ---- | ---- | ---- | ---- | ---- | -------- |
| Australian Open | 1    | —    | AF   | AF   | 1    | 1    | 2    | AF   | VF   | —    | 2    | VF       |
| French Open     | —    | —    | 1    | HF   | 2    | —    | 2    | VF   | AF   | —    | —    | HF       |
| Wimbledon       | —    | —    | 2    | 2    | 1    |      | —    | AF   | 2    | —    | 1    | AF       |
| US Open         | —    | 1    | AF   | 2    | 2    | —    | —    | AF   | 2    | —    |      | AF       |

Zeichenerklärung: S = Turniersieg; F, HF, VF, AF = Einzug ins Finale / Halbfinale / Viertelfinale / Achtelfinale; 1, 2, 3 = Ausscheiden in der 1. / 2. / 3. Hauptrunde; Q1, Q2, Q3 = Ausscheiden in der 1. / 2. / 3. Qualifikationsrunde; nicht ausgetragen

### Mixed
| Turnier         | 2017 | 2018 | 2019 | 2020 | 2021 | 2022 | 2023 | Karriere |
| --------------- | ---- | ---- | ---- | ---- | ---- | ---- | ---- | -------- |
| Australian Open | —    | 1    | 1    | —    | —    | —    | 1    | 1        |
| French Open     | —    | 1    | 1    |      | —    | —    | —    | 1        |
| Wimbledon       | 1    | 1    | HF   |      | —    | 1    | AF   | HF       |
| US Open         | —    | —    | —    |      | —    | 1    | AF   | AF       |